# Ficus geocharis
Ficus geocharis es una especie de planta angiosperma del género Ficus, perteneciente a la familia Moraceae, descrita por Edred John Henry Corner en 1960, con distribución endémica en el territorio de Borneo.

## Descripción
Es un pequeño árbol forestal, dioico, que crece hasta 17 metros (55,8 pies). Su hábitat natural es el sotobosque, pero esta higuera coloniza rápidamente los bordes de caminos recién abiertos en zonas boscosas. Las ramitas, pecíolos, el envés de las hojas y los siconos son de color marrón amarillento y peludos.

## Hábitat
Es un árbol del sotobosque, principalmente en bosques perturbados de keranga, dipterocarpáceas mixtas, submontanos y de rebrote, a altitudes de hasta 1200 metros. Generalmente se ubica a lo largo de ríos y arroyos, y en laderas con suelos arenosos.